# Palacio de los Agricultores
El palacio de los Agricultores (en ruso, Дворец земледельцев; en tártaro: Игенчеләр сарае) es un edificio administrativo erigido en 2008-1010 en el centro histórico de Kazán, Rusia. Está ubicado en la plaza del Palacio, cerca del muro norte del Kremlin de Kazán y del terraplén del río Kazanka. Es la sede del Ministerio de Agricultura y Alimentación de la República de Tartaristán, el Departamento Principal de Medicina Veterinaria, el Centro Agroindustrial Republicano para Inversiones e Innovaciones y varias organizaciones subordinadas. El palacio de los Agricultores se ha convertido en uno de los monumentos modernos más famosos de la ciudad.

## Historia
El palacio fue erigido en el sitio de un edificio en ruinas demolido al comienzo de la calle Fedoseevskaya. El proyecto del palacio fue realizado por el arquitecto Leonid Gornik y la construcción estuvo a cargo de la empresa "Antika-plus".
Los trabajos de construcción comenzaron en la primavera de 2008 y finalizaron en 2010. El costo de erigir el edificio ascendió a 2,2 mil millones de rublos.
Desde 2011, en el Día de la República y la Ciudad el 30 de agosto, en la plaza al lado del Palacio, frente a miles de espectadores, se lleva a cabo un concierto de gala del Festival Internacional de Ópera de Otoño de Kazán con asistencia gratuita. La prima donna rusa Lyubov Kazarnovskaya y el tenor italiano Leonardo Gromegna, acompañados por la Orquesta Sinfónica Estatal de Tartaristán, participaron en el primer concierto de este tipo.

## Descripción

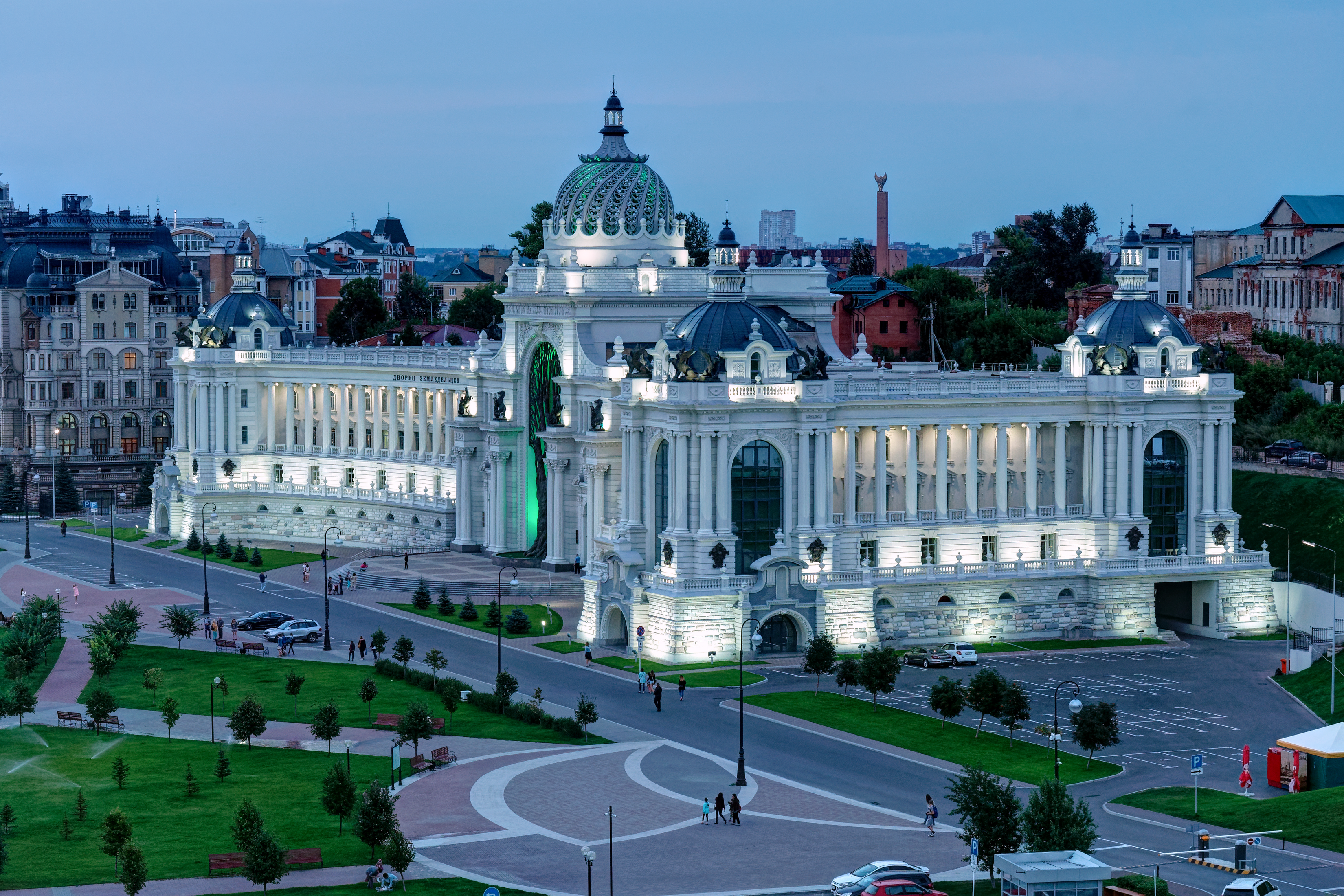
El palacio iluminado

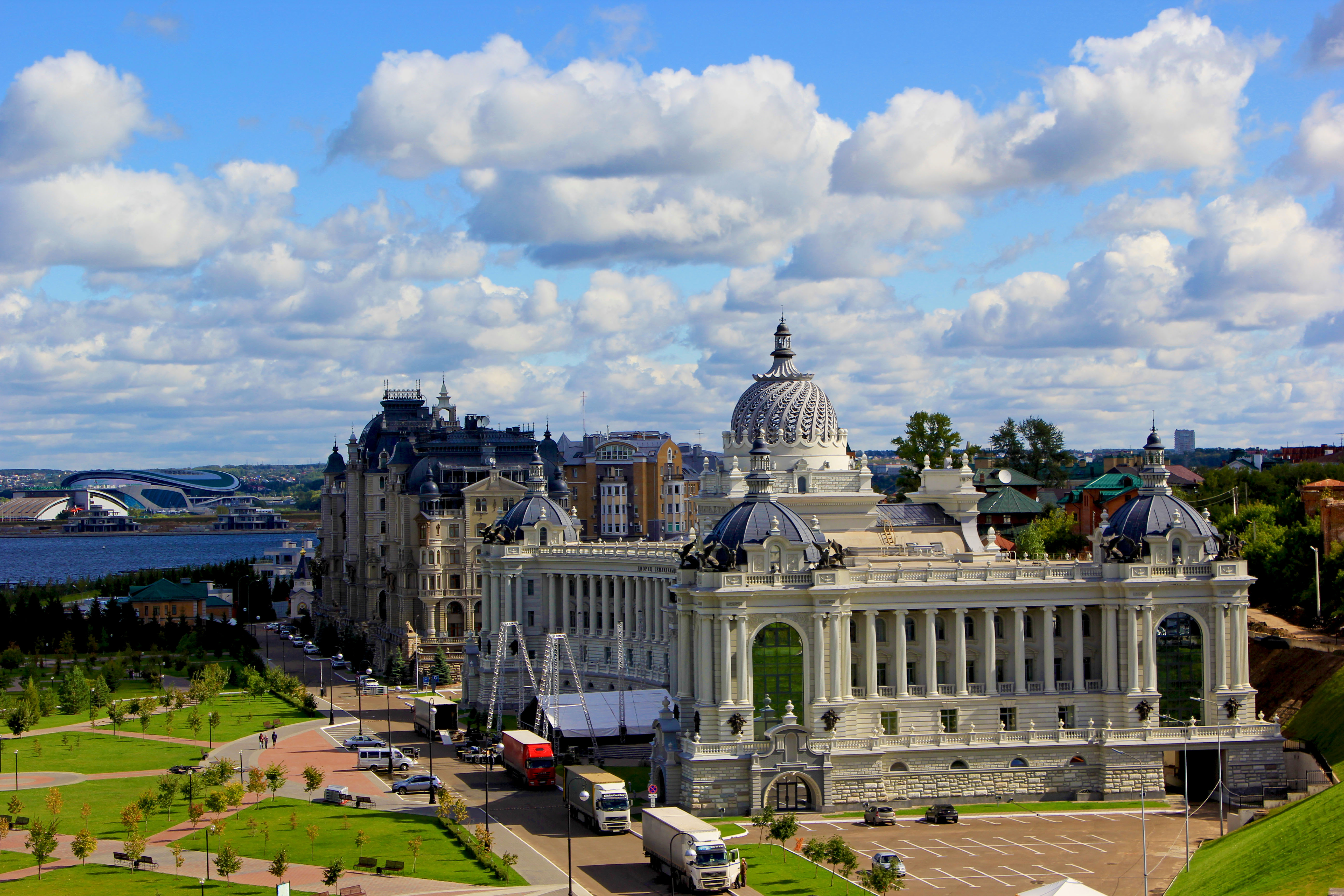
Vista del conjunto

El exterior ecléctico y monumental del edificio, que tiene dos alas simétricas con portales y una parte central con un portal y una cúpula clásica, incluye una variedad de pequeñas formas arquitectónicas. La forma del edificio y el préstamo de elementos arquitectónicos del estilo imperio y el clasicismo, hace que el edificio se parezca hasta cierto punto al Petit Palais o a uno de los edificios del Palacio Imperial de Hofburg en Viena, y en el lateral, al Monumento a Víctor Manuel II en Roma.
El edificio está ubicado al pie de una colina de 15 metros. Hay una plaza en frente del palacio. A diferencia del exterior, el interior del edificio es sobrio y utiliza en su mayoría materiales económicos. El Ministerio de Agricultura y Alimentación de la República de Tartaristán tiene su sede en la mitad izquierda del edificio y las organizaciones subordinadas están ubicadas en la mitad derecha.
El palacio tiene una rica iluminación arquitectónica por la noche. El elemento central, un árbol de 20 metros de altura, está hecho de bronce. Su iluminación verde simboliza el follaje. La altura de la parte superior de la aguja central es de 48 metros.

## Crítica

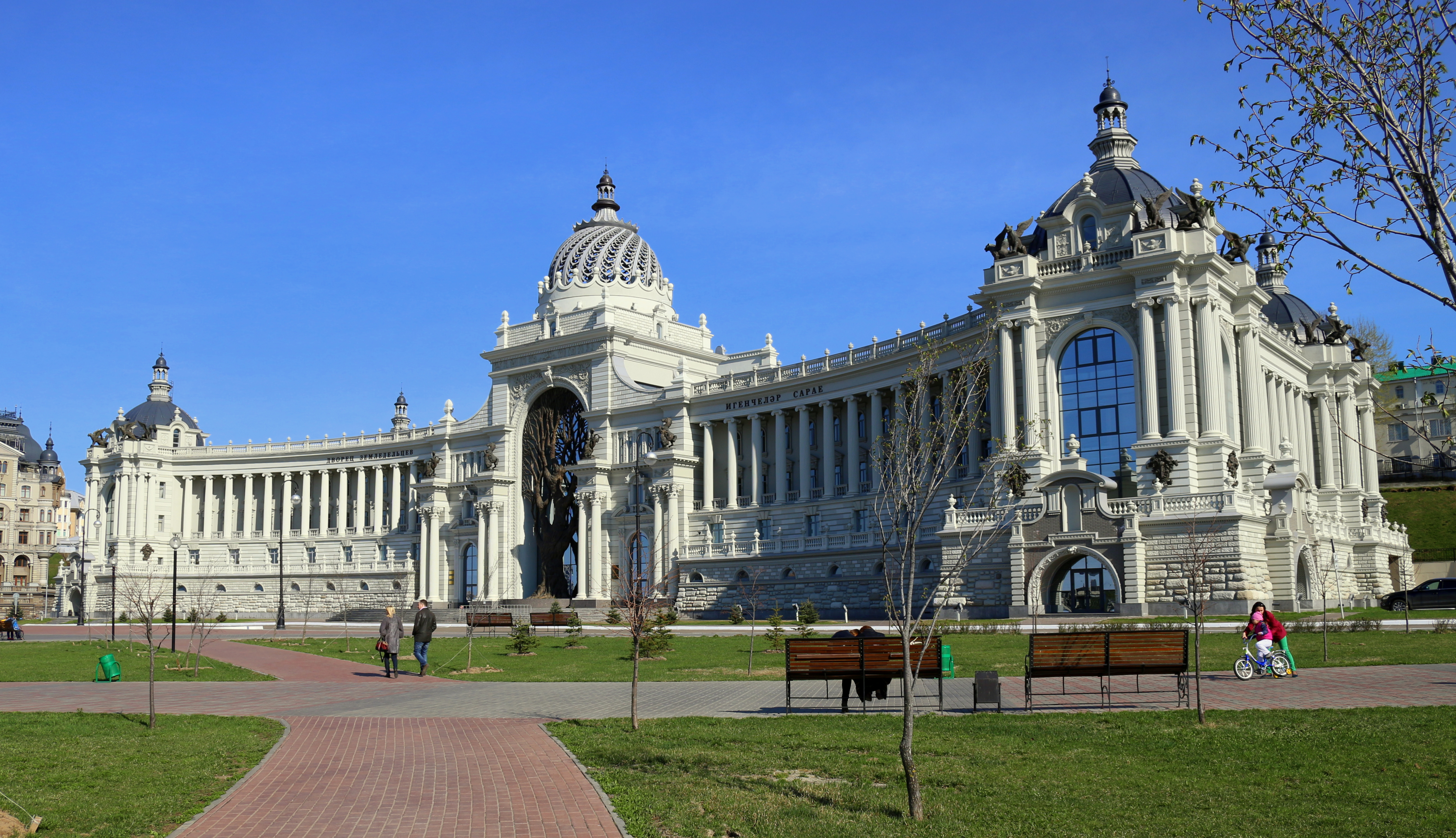
Vista de la fachada

La construcción del edificio después de su finalización en 2010 provocó una protesta del Departamento del Distrito Federal del Volga, la antigua Rosokhrankultura, quien dijo que un edificio de este tipo cerca del Kremlin de Kazán que es una zona protegida del sitio del patrimonio mundial, "viola la legislación en el campo de la protección del patrimonio cultural y es discordante con el entorno cultural e histórico".
Hay opiniones y evaluaciones contradictorias sobre el Palacio de los Agricultores, desde entusiastas hasta muy críticos, desde aparecer en los premios a los mejores objetos nuevos de la ciudad hasta ser nominado en el "premio anti". En agosto de 2011, el arquitecto jefe de Kazan, T. G. Prokofieva calificó el edificio del Ministerio de Agricultura, de estilo inadecuado al lado del Kremlin. El periodista Ilya Varlamov critica duramente el edificio, lo considera uno de los edificios más feos de la Rusia moderna y señala el bajo nivel de comodidades en el territorio adyacente.

## Galería de imágenes

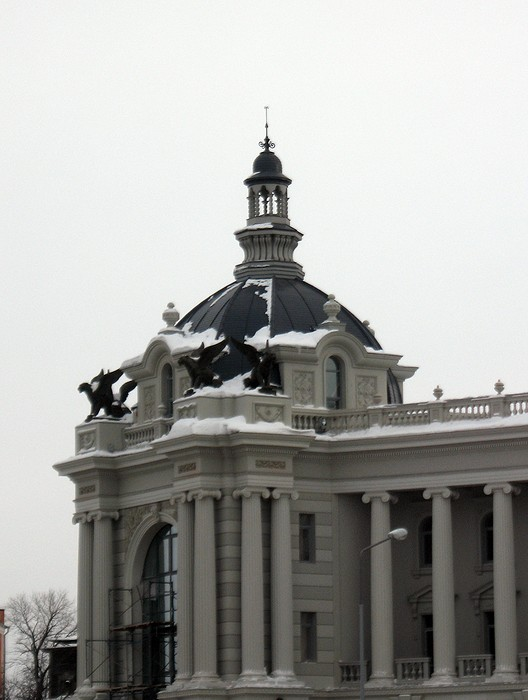
Cúpula pequeña
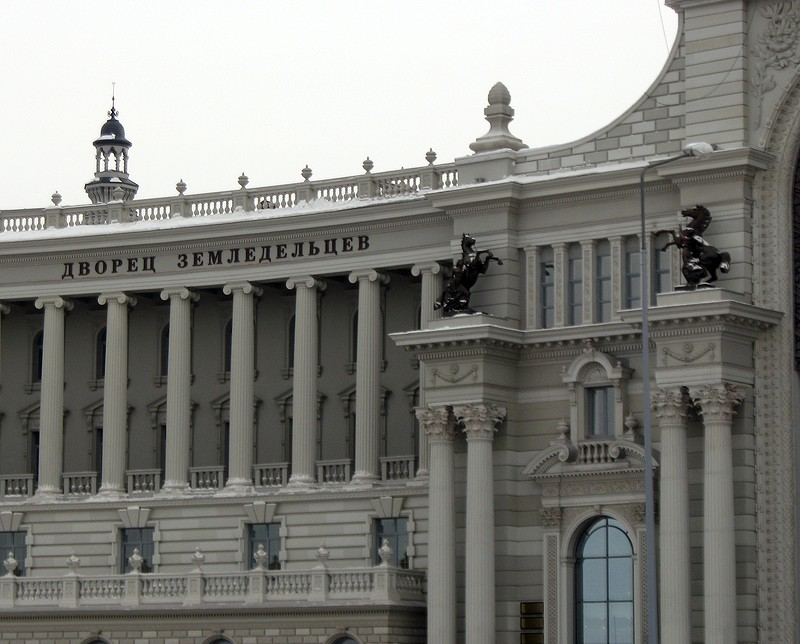
Ala izquierda
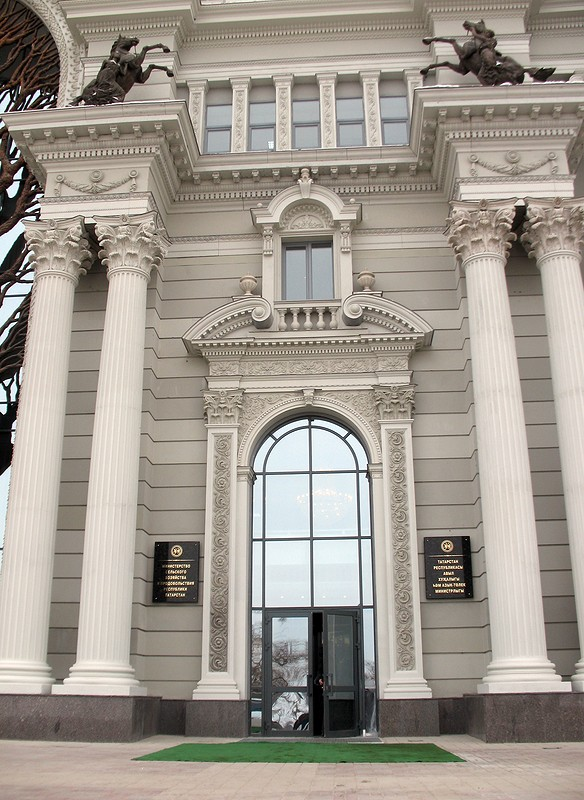
Entrada principal
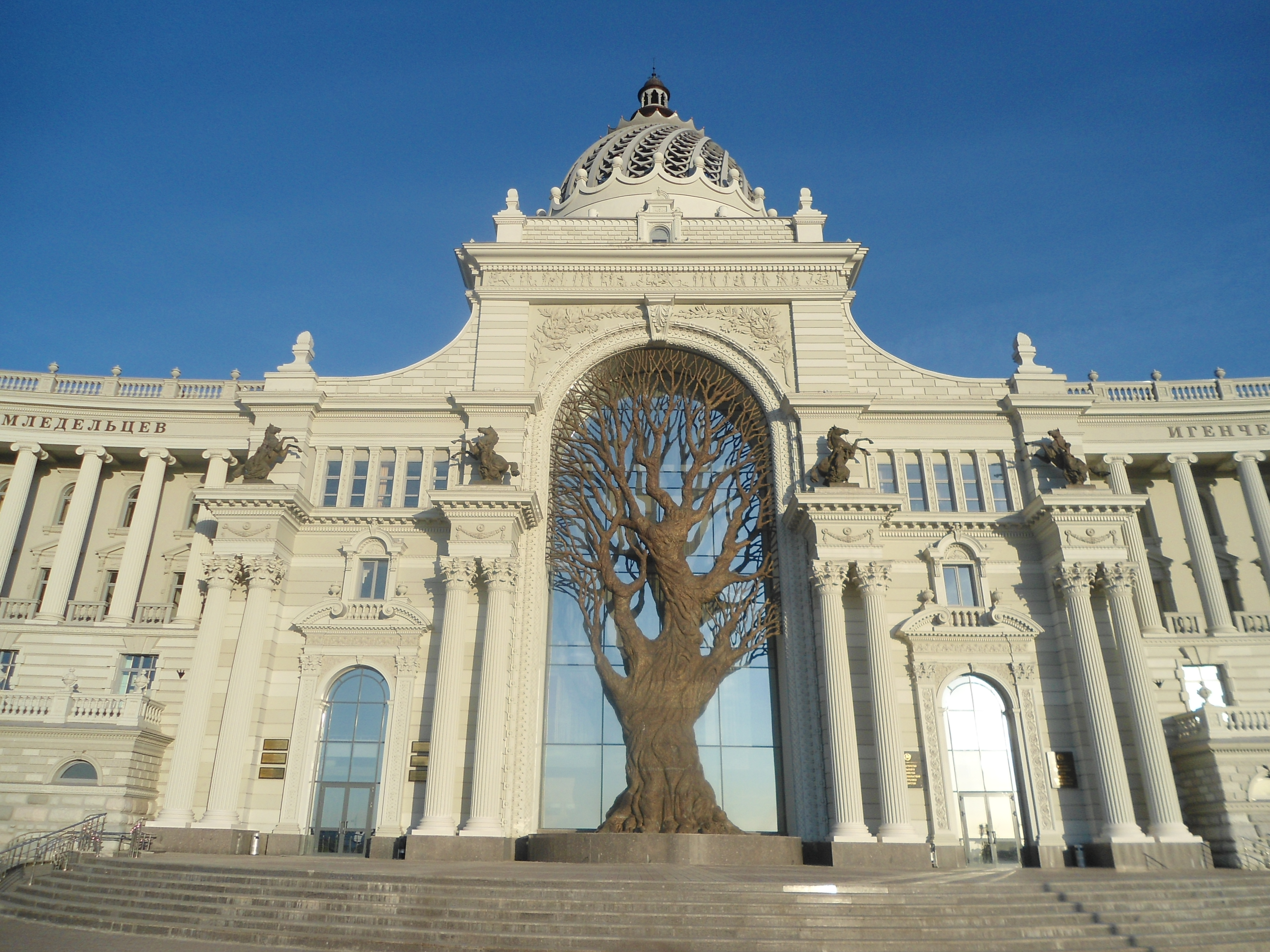
El Árbol de la Fertilidad en el portal central
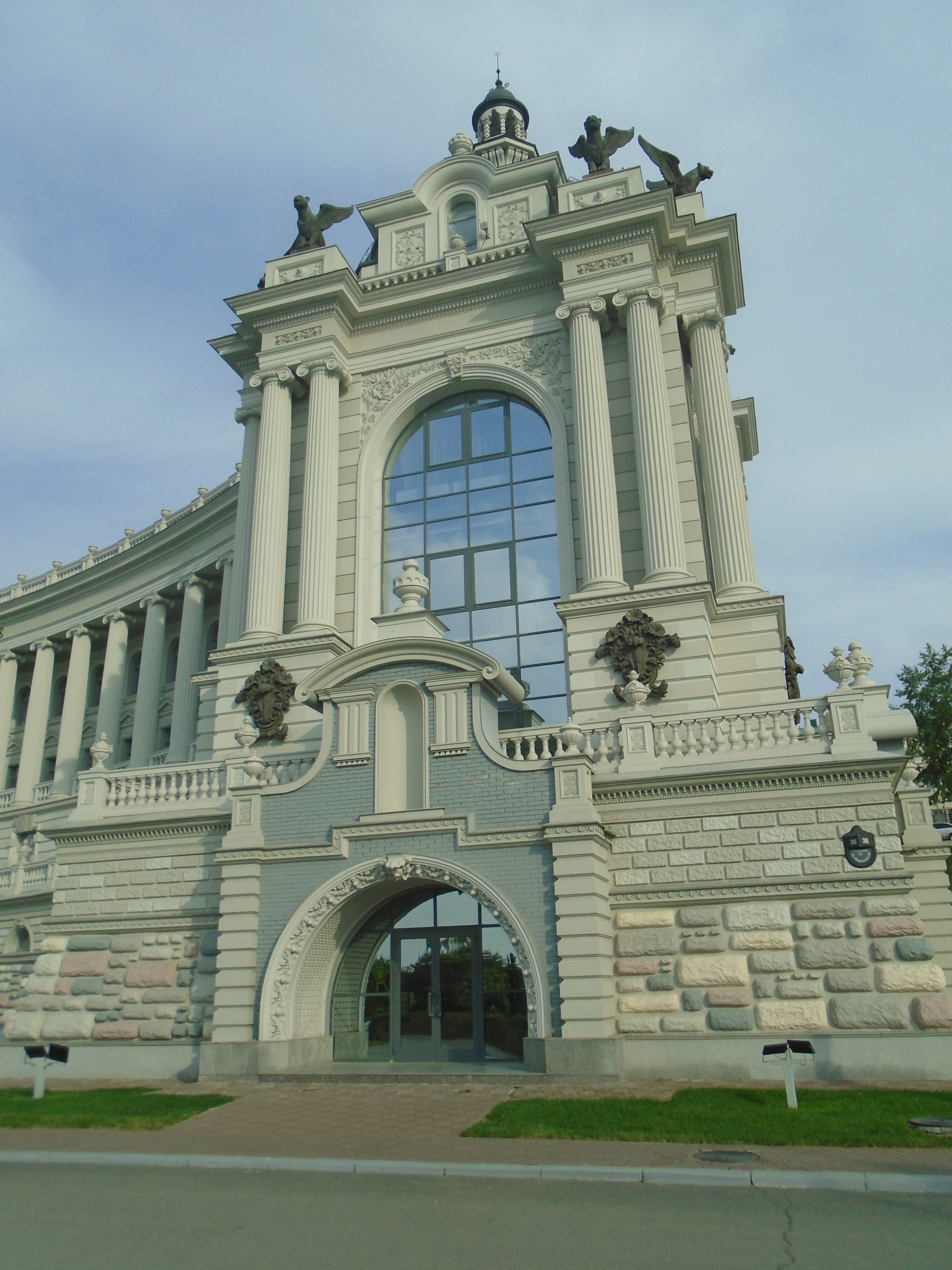
Ala derecha
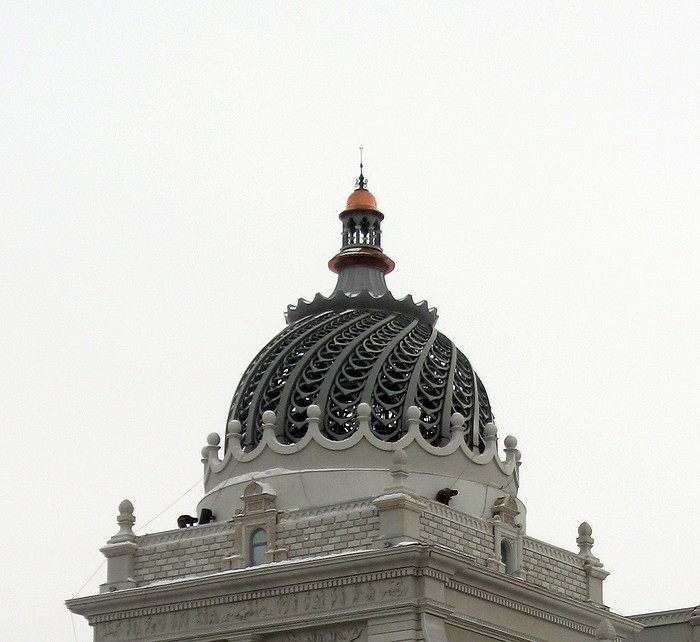
Cúpula central